# 裴迪
裴 迪（はい てき、生没年不詳）は、五代後梁の武将。本貫は河東郡聞喜県。

## 経歴
財務に精通しており、簿書を能くしたため、唐末に裴璩の属官となり、汴宋蘄等州供軍院使・租庸招納使を務めた。
後梁の太祖朱全忠が宣武軍（開封府）に鎮すると、招かれて節度判官となった。裴迪は兵賦徴調を管掌し、朱全忠自身は兵を統括するのみで、財政や獄訴は全て裴迪が管轄した。
朱全忠が西の方の岐を征討した際、その隙に王師範が都の開封を襲おうとしたが、その密謀を事前に暴き、その功によって、右僕射・司空に任ぜられた。官を辞して後、没した。

## 伝記資料
- 『新五代史』巻43